# Глушковцы
Глушковцы (укр. Глушківці) — село в Ярмолинецком районе Хмельницкой области Украины.
Население по переписи 2001 года составляло 1121 человек. Почтовый индекс — 32160. Телефонный код — 3853. Занимает площадь 4,509 км². Код КОАТУУ — 6825882801.

## Местный совет
32160, Хмельницкая обл., Ярмолинецкий р-н, с. Глушковцы